# High Bridge (Waszyngton)
High Bridge – jednostka osadnicza w Stanach Zjednoczonych, w stanie Waszyngton, w hrabstwie Snohomish.